# 舍尼库尔
舍尼库尔（法語：Chenicourt，法語發音：[ʃənikuʁ]）是法国默尔特-摩泽尔省的一个市镇，属于南锡区。

## 地理
舍尼库尔（48°51'25"N, 6°17'25"E）面积3.75 平方千米，位于法国大東部大區默尔特-摩泽尔省，该省份为法国东北部内陆省份，是洛林的一部分，北邻比利时、卢森堡，北起顺时针与摩泽尔省、下莱茵省、孚日省和默兹省接壤。
与舍尼库尔接壤的市镇（或旧市镇、城区）包括：阿容库尔、塞耶河畔欧努瓦、阿尔赖埃和昂、让德兰库尔、莱特里库尔。

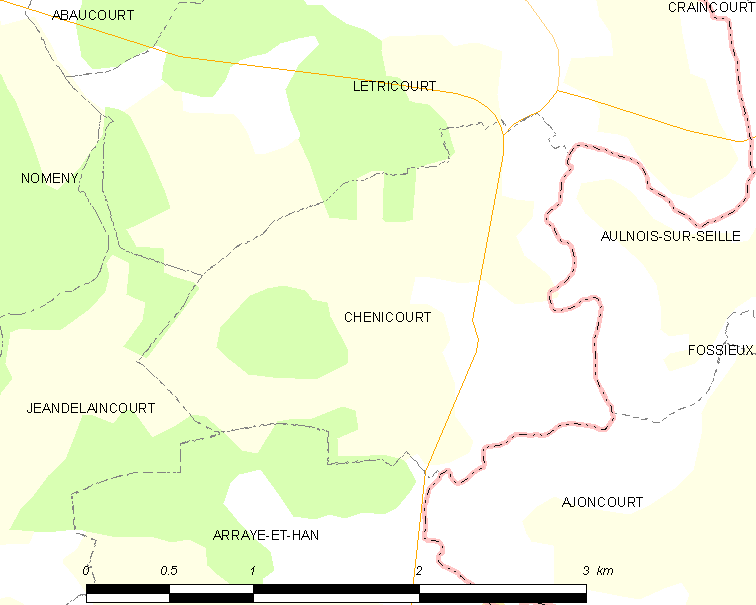
舍尼库尔的OSM定位图

舍尼库尔的时区为UTC+01:00、UTC+02:00（夏令时）。

## 行政
舍尼库尔的邮政编码为54610，INSEE市镇编码为54126。

## 政治
舍尼库尔所属的省级选区为塞耶-默尔特河间县。

## 人口

1962-2008年间舍尼库尔人口变化图示

舍尼库尔于2022年1月1日时的人口数量为214人。